# Букия, Акакий Константинович
Акакий Константинович Букия (1916—1974) — подполковник Советской Армии, участник Великой Отечественной и советско-японской войн, Герой Советского Союза (1945).

## Биография
Акакий Букия родился 23 октября 1916 года в селе Абастумани (ныне — Зугдидский муниципалитет Грузии) в крестьянской семье. Окончил начальную школу, затем два курса топографического техникума в Тбилиси, после которых 19 сентября 1932 года был призван на службу в Рабоче-крестьянскую Красную Армию. Первоначально проходил службу красноармейцем, затем командиром отделения роты связи 2-го Грузинского стрелкового полка. В 1936 году Букия окончил Закавказскую пехотную школу, после чего до июня 1938 года служил в Закавказском военном округе, дослужившись до должности помощника начштаба артиллерийского дивизиона 47-го артиллерийского полка 47-й стрелковой дивизии. В 1938 году вступил в ВКП(б). В том же году был переведён на Дальневосточный фронт. Проходил службу в должности начальника разведки дивизиона 66-го артиллерийского полка, затем инструктора техники конного дела в 161-м артиллерийском полку 66-й стрелковой дивизии. С апреля 1940 года старший лейтенант Букия командовал взводом 263-го гаубичного артиллерийского полка.
С августа 1941 года — на фронтах Великой Отечественной войны. Командовал сначала миномётным дивизионом, затем был заместителем командира и командиром самоходно-артиллерийского полка. Принимал участие в боях на Северо-Западном, Южном, Центральном, Белорусском, 1-м, 2-м и 3-м Украинском фронтах. В годы войны дважды был ранен. Участвовал в боях в районе Демянского выступа, освобождении Старой Руссы, боях на Северском Донце, Курской битве, битве за Днепр, Мозырской, Корсунь-Шевченковской, Уманско-Ботошанской, Ясско-Кишинёвской операциях, освобождении Ясс, Васлуя, Рымника, Плоешти, Дебреценской операции, освобождении Будапешта, Вены и Праги. К августу 1944 года гвардии майор Акакий Букия был заместителем командира 745-го самоходного артиллерийского полка 5-го механизированного корпуса 6-й танковой армии 2-го Украинского фронта. Отличился во время Ясско-Кишинёвской операции.
Когда командир полка был ранен, Букия принял командование на себя. 22 августа 1944 года в районе румынского города Васлуй четыре самоходных артиллерийских установки приняли под его командованием приняли бой с 8 немецкими танками и штурмовыми орудиями. Во время боя Букия заменил выбывшего из строя водителя и лично уничтожил 2 танка и штурмовое орудие.
Указом Президиума Верховного Совета СССР от 24 марта 1945 года за «образцовое выполнение боевых заданий командования на фронте борьбы с немецко-фашистскими захватчиками и проявленные при этом мужество и героизм» гвардии майор Акакий Букия был удостоен высокого звания Героя Советского Союза с вручением ордена Ленина и медали «Золотая Звезда» за номером 4300.
Принимал участие в советско-японской войне в должности командира 111-го гвардейского тяжёлого танко-самоходного артиллерийского полка 9-й гвардейской механизированной дивизии 6-й гвардейской танковой армии Забайкальского фронта. После окончания войны Букия был заместителем командира 20-го танкового полка 5-й гвардейской танковой дивизии Забайкальского военного округа. В 1951 году он окончил Высшую офицерскую бронетанковую школы, в 1952 году — подготовительный курс Военной академии имени Фрунзе. В 1953 году в звании подполковника Букия был уволен в запас. Проживал и работал в городе Зугдиди Грузинской ССР. Скончался 25 декабря 1974 года, похоронен в Зугдиди.

## Награды
Был также награждён орденами Красного Знамени и Отечественной войны 1-й степени, тремя орденами Красной Звезды, медалями «За отвагу», «За боевые заслуги», «За Победу над Германией», «За взятие Будапешта», «За взятие Вены», «За освобождение Праги», «За победу над Японией», а также медалью Монгольской Народной Республики.